# Spötting

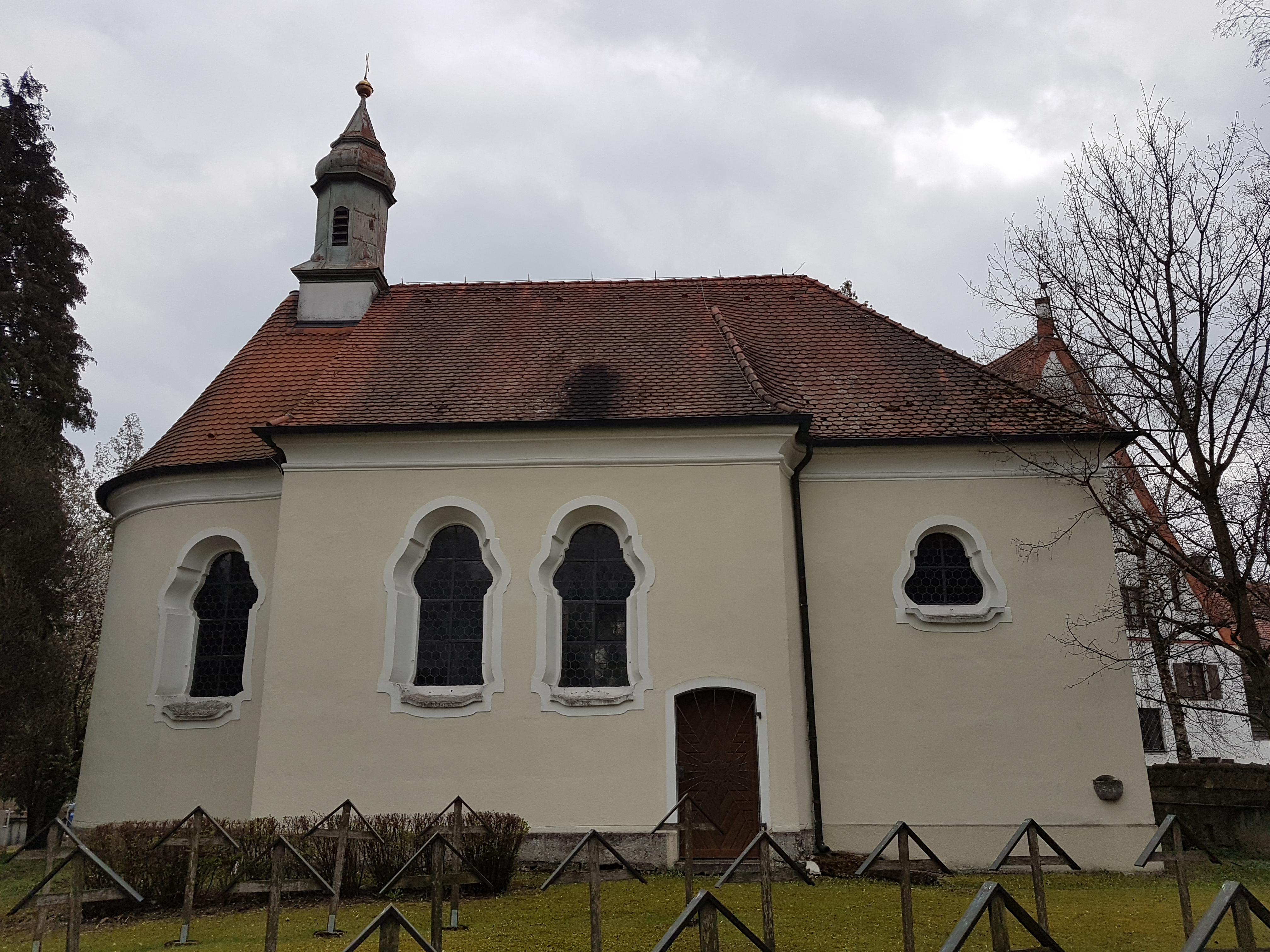
Kapelle St. Ulrich

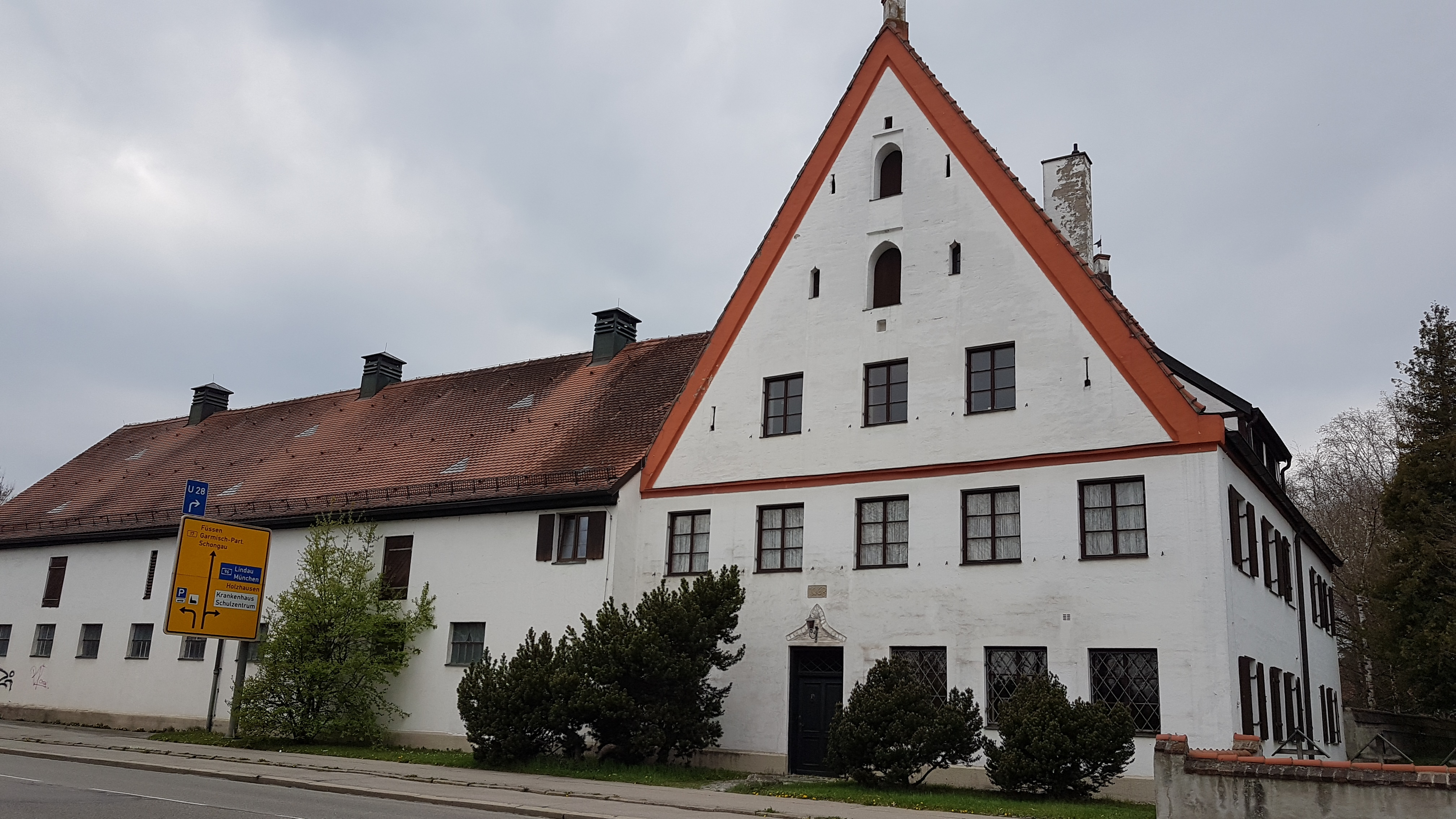
Ehemalige Spöttinger Tafernwirtschaft

Spötting war eine Siedlung an der von Augsburg nach Italien führenden Handelsstraße. Sie kam 1412 in den Besitz der Stadt Landsberg am Lech in Bayern.

## Geschichte
Der erste urkundliche Nachweis für Spötting in der Namensform Spetinga stammt aus dem Jahr 969, als der Ort dem Kanonissenstift in Augsburg geschenkt wurde. In dieser Urkunde wird auch ein Pfarrer im Ort genannt.
Im Jahr 1412 gelangten das Gut Spötting und die Kirche St. Ulrich durch Kauf an die Stadt Landsberg am Lech.
Die 1908 eröffnete Justizvollzugsanstalt Landsberg wurde auf dem Gebiet von Gut Spötting gebaut.
Von Spötting sind die katholische Kapelle St. Ulrich (neu erbaut 1764/65 an der Stelle eines gotischen Vorgängerbaus), heute Hindenburgring 24, und die daneben liegende ehemalige Tafernwirtschaft erhalten.